# Зруйнований штормом
«Зруйнований штормом» (англ. Stormswept) — американська драма режисера Роберта Торнбі 1923 року.

## У ролях
- Воллес Бірі — Вільям Маккейб
- Ной Бірі — Шарк Моран
- Вірджинія Браун Фейр — Енн Рейнолдс
- Арлін Прітті — Гельда Маккейб
- Джек Карлайл — Снейп